# Cabell d’àngel

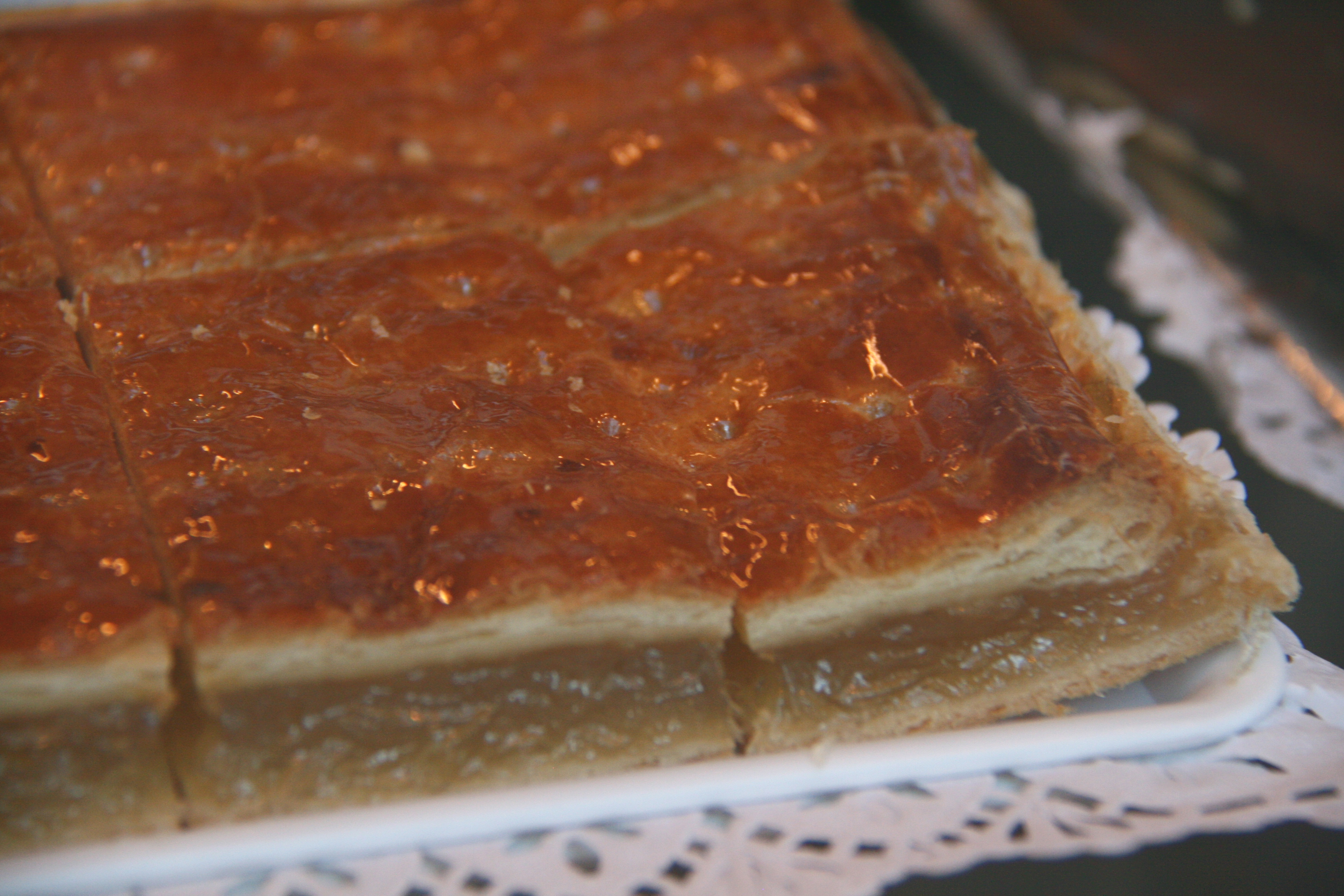
Blätterteiggebäck mit Füllung aus Cabell d’àngel

Das Cabell d’àngel [kaˈβɛʎ ˈdaɲʒəɫ] (Katalanisch für ‚Engelshaar‘, auf Spanisch Cabello de ángel oder Dulce de calabaza) ist eine Süßspeise, die aus den karamellisierten Fasern einiger spezieller Kürbisarten hergestellt wird. Sie wird auf Mallorca, Spanien und in manchen lateinamerikanischen Ländern gegessen. In Costa Rica wird in der Osterwoche traditionell das ähnliche Dulce de chiverre zubereitet.

## Herstellung
Je nach Land und Region werden verschiedene Kürbisse für die Herstellung verwendet. So  kann beispielsweise der Riesenkürbis (Cucurbita maxima, eine Variante ist der Hokkaidokürbis), der Feigenblatt-Kürbis (Cucurbita ficifolia) oder der Chayote (Sechium edule) verwendet werden. Aus dieser Liste ist der Riesenkürbis Curcubita maxima Duechesne, der im Katalanischen schon als carabassa confitada (‚Konfitürenkürbis‘) oder carabassa de cabell d'àngel (‚Kürbis für Engelshaar‘) bezeichnet wird, hervorzuheben. Es handelt sich dabei um einen Kürbis, der im Winter reift und deutlich süßer ist als die Sommervariante. Sein Fleisch ist sehr saftig und faserig, die Schale ist dagegen ausgesprochen dick und fest. Dieses ermöglicht unter günstigen Bedingungen eine lange Lagerung. Die Kürbissamen befinden sich im Zentrum.
Der möglichst reife Kürbis wird zunächst von der Schale befreit. Er wird entkernt und das Fleisch wird in Stücke geschnitten und anschließend gekocht. Danach werden die Stücke mit den Händen solange gepresst und bearbeitet, bis sich die Fäden und Fasern lockern. Die Stücke werden erneut gekocht. Die so gewonnenen Fasern werden dann mit der gleichen Menge Zucker, mit Zitronenschale oder Zimt und ein wenig Wasser vermischt und erhitzt, bis sich eine sirupartige Masse bildet (Karamellisieren) und die Fasern weich sind. Das Endprodukt hat eine goldene Farbe „wie Engelshaar“.
Heute kann man Cabell d'àngel fertig zubereitet in Konservendosen in spanischen oder amerikanischen Supermärkten kaufen.

## Verwendung
Das Cabell d'àngel wird vor allem für die Füllung von Kuchen und Torten verwendet. Es kann dabei mit Zimt oder Zitrone abgeschmeckt werden. Auch werden andere Süßigkeiten mit diesem Produkt gefüllt, wie zum Beispiel Kekse. Weitere Süßspeisen, die mit Cabell d'àngel zubereitet sein können, sind Flans, Puddings, Konfitüren und Marmeladen. Es wird vielen häuslich hergestellten Marmeladen zugesetzt, um ihren Geschmack zu variieren und auch, um sie zu strecken. Es kann aber auch ohne weitere Zubereitung gegessen werden.